# C/2021 O3
C/2021 O3 (泛星彗星)是顆來自歐特雲的彗星，它於泛星計畫在2021年7月21日的巡天調查中發現。它將於2022年4月21日最接近太陽，以0.287 AU（42.9 × 106 km）的距離通過近日點。到2022年4月底，它的視星等可能達到5-7等，但離太陽只有15度。C/2021 O3將於2022年5月8日最接近地球，距離為0.60 AU（90 × 106 km）。做為一顆來自歐特雲的新彗星動態，解體的風險很高。

## 軌道

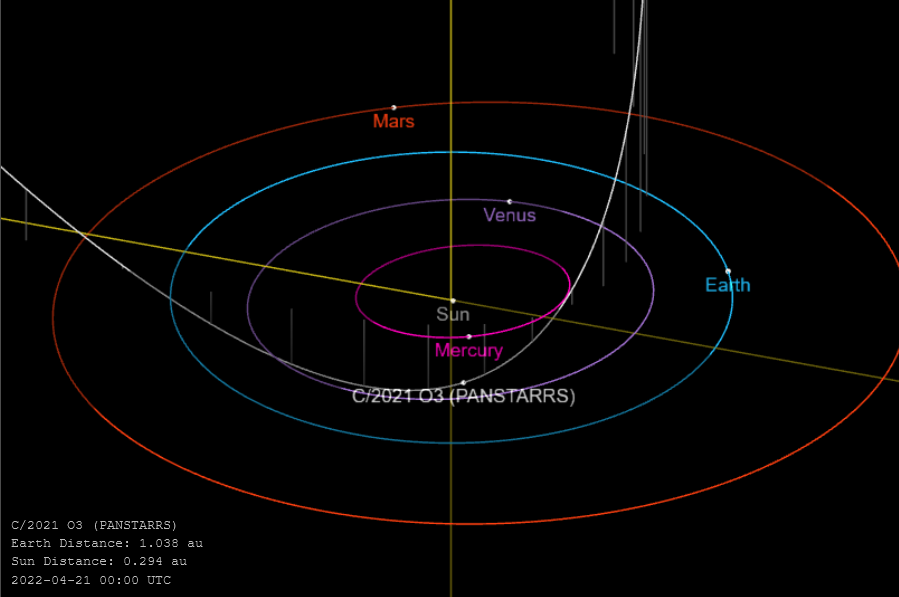
C/2021 O3穿過太陽系內部的軌道

在觀測弧只有7天的短期間，小行星中心使用離心率1.0的假設作為軌道解。由於統計數字較少，在10天的短觀測弧中，JPL的離心率為0.99595±0.00444，可能高達1.00039或低至0.99151；觀察弧為53天時，JPL Horizons顯示出這顆彗星進入和離開內太陽系的離心率均大於1。
C/2021 O3可能需要數百萬年才能從外層歐特雲抵達內太陽系，並可能從太陽系逃逸。

## 外部連結
- NASA JPL小天體瀏覽器上的C/2021 O3